# René-François Bescher
René-François Bescher (2 février 1763 à Château-Gontier - 21 juillet 1837 à Paris) est un journaliste et écrivain français.

## Biographie

### Origine
Il est issu d’un milieu relativement aisé : son père est marchand-teinturier. René-François commence ses études à Laval et fait sa philosophie au séminaire d'Angers. Il devient praticien chez son cousin et homonyme.

### Avocat
Bescher s'engage ensuite dans le régiment de Turenne et achète son congé après 26 mois de services. Il revient dans sa ville où il travaille dans l'étude d'un autre avocat. Encore praticien, avant de devenir premier clerc, il se marie en 1788 avec Françoise-Renée Buisneau .

### Révolution française
Pendant la Révolution française, il est nommé notable par ses concitoyens et lieutenant de la garde nationale, puis, procureur de sa commune. Il commence ses activités journalistiques avec Le Patriote du département de la Mayenne. Greffier au tribunal criminel de la Mayenne, il s’installe à Laval à la même époque que les vicaires épiscopaux et l’administrateur du département. Il devient membre du Comité révolutionnaire de Laval.
Au moment de la chute de Robespierre, il est jugé comme terroriste à cause de son engagement jacobin : le 23 brumaire (13 novembre), Jean-François Boursault-Malherbe, éclairé sur les crimes commis au nom de la République par les Jacobins de Laval, résolut de faire arrêter les plus coupables d'entre eux On perquisitionna dans leurs papiers, dans ceux du tribunal et du comité révolutionnaires, au département, à la municipalité, etc. et François Midy fut chargé d'instruire contre eux.
Inculpé,  il vit en prison protestant de son innocence. À l'instar de Augustin Garot, il fait imprimer une brochure Premier dialogue entre un patriote détenu et un ami de la vérité dans laquelle il conteste les faits relevés contre lui et reproduit les certificats qu'il a obtenus de la municipalité de Château-Gontier. Tous les deux se plaignent des lenteurs de la procédure.
Détenu à Alençon, il adresse en compagnie des autres emprisonnés une pétition pour demander la suspension des poursuites dirigées contre eux. Une loi (n° 6.703) du 17 thermidor (4 août) fit droit à leur demande : « La Convention nationale, sur la pétition des citoyens Mélouin, Le Roux fils, R. F. Bescher, Faur, Augustin Garot, Juliot-Lérardière et Quantin, ex-fonctionnaires publics du département de la Mayenne, décrète la suspension de toute procédure qui pourrait être dirigée contre eux et renvoie la dite pétition à son Comité de législation pour lui en faire son rapport dans trois jours. ». Les détenus restèrent provisoirement en prison, jusqu'au moment où l'amnistie du 4 brumaire an IV (26 octobre 1795), vint les rendre à la liberté et annuler toutes les procédures dirigées contre eux.
Il est l'auteur de plusieurs ouvrages, dont son autobiographie Le Patriote de 1789 en 1830.

## Publications
- Le Défenseur des principes, journal d'esprit public. (Rédacteur : R.-F. Bescher.) (Paris,) : Bescher, In-4. N ° 122. 3 ventôse an VI.
- Le Défenseur de la vérité et des principes, rédigé par une société d'écrivains patriotes . (Rédacteurs : R. François et R.-F. Bescher.) Paris, rue du Fouare, n ° 8, in-4 Nos 27-105. 19 fructidor an V-8 frimaire an VI
- Théorie nouvelle et raisonnée du participe français, Paris : Béchet aîné, 1810, 1821, in-8°
- Causes de la chute de Louis XVIII, 1816
- Abrégé de la théorie nouvelle et raisonnée du participe français, rédigé, pour l'usage des jeunes élèves..., Paris : A. Eymery, 1823, VI-240 p. ; in-12
- Les rois et reines de France en estampes, ou abrégé historique et chronologique de chaque règne, suivi du tableau des mœurs et usages des Français sous chaque race, pour servir à l'éducation de la jeunesse, Paris : A. Eymery, 1823, in-8 ° obl.
- Le Patriote de 1789, Paris, 1830.